# جورج فوستر شيبلي
جورج فوستر شيبلي (بالإنجليزية: George Foster Shepley )‏ (و. 1819 – 1878 م) هو ضابط، وقاضي، ومحامي، وسياسي أمريكي، ولد في ساكو، كان عضوًا في الحزب الديمقراطي الأمريكي، ويحمل رتبة عسكرية عميد، توفي في بورتلاند، مين، عن عمر يناهز 59 عاماً.

## مناصب
تولى منصب حاكم لويزيانا ‏ (2 يوليو 1862–4 مارس 1864)
- عمدة نيو أورلينز [الإنجليزية]‏.

## التعليم
تعلم في كلية هارفارد للحقوق، وكلية دارتموث.

## الخدمة العسكرية
خدم في جيش الاتحاد.